# Province de Kitami
Kitami (北見国, -no kuni) était une province, située sur l'île d'Hokkaido, qui eut une courte durée de vie. Elle correspond aux actuelles sous-préfectures de Soya et Abashiri.

## Histoire
Le 15 août 1869, la province de Kitami est créée. En 1872, la population de la province est de 1 511 habitants.
En 1882, toutes les provinces de l'île d'Hokkaido sont regroupées.

## Districts
- Abashiri (網走郡)
- Esashi (枝幸郡)
- Monbetsu (紋別郡)
- Rebun (礼文郡)
- Rishiri (利尻郡)
- Shari (斜里郡)
- Soya (宗谷郡)
- Tokoro (常呂郡)